# Хопкинтон (Массачусетс)
Хопкинтон (англ. Hopkinton) — город в округе Мидлсекс, в штате Массачусетс, на северо-востоке США. Находится менее чем в 50 км к западу от Бостона. Наиболее известен как отправная точка Бостонского марафона, который проводится ежегодно на День Патриота в апреле. В Хопкинтоне также находится штаб-квартира компании EMC. Согласно результатам переписи населения в США в 2010 году, в городе проживало 14 925 человек. Согласно оценке 2019 года, в поселении живут 16 720 человек.

## История
Город Хопкинтон был основан 13 декабря 1715 года. Хопкинтон был назван в честь одного из первых колонистов Коннектикута Эдварда Хопкинса, который оставил большую сумму денег для инвестирования в землю в Новой Англии, выручка от которого должна была пойти на прибыль Гарвардского университета. Управляющие Гарварда выкупили землю у коренных американцев за счет этих средств и инкорпорировали территорию, назвав её в честь своего спонсора.
Сельское хозяйство преобладало до 1840 года, когда в городе была введена обувная и сапожная промышленность. К 1850 году в Хопкинтоне было основано одиннадцать сапожных и обувных фабрик. Пожары в 1882 году и перемещение этих отраслей в другие части страны уничтожили значимость этих отраслей промышленности в Хопкинтоне.
Город привлёк к себе внимание страны в 1924 году, когда тут был впервые начат Бостонский марафон. Легкоатлеты со всего мира собираются в этом поселении, чтоб участвовать в 42-километровом забеге до Бостона.

## География и климат
Согласно Бюро переписи населения США, площадь города составляет 73 км². Площадь водной поверхности составляет 4 км², то есть 5,8 %.
Город находится в 27 км к востоку от Вустера, в 42 км к западу от Бостона и в 314 км от Нью-Йорка.
Самый тёплый месяц — июнь, самый холодный — январь. Максимальная температура в июне — 29 °C, минимальная — 18 °C. Максимальная температура в январе составляет 2 °C, минимальная −9 °C.
Среднегодовой размер осадков составляет 1302 мм. В ноябре наибольший размер осадков — 119 мм.

## Демография
Согласно результатам переписи населения в США в 2010 году, в городе проживало 14 925 человек, 3978 семей. Плотность населения составляла 219,5 человек/м². 93 % населения составляли белые, 4,4 % азиаты, 0,8 % афроамериканцы, 0,1 % коренные американцы и 0,4 % другие расы.
Средний возраст жителя города составил 40 лет, процент подростков до 20 лет составил 33,6 %, от 20 до 24 — 3,4 %, от 25 до 44 — 22 %, от 45 до 64 — 33 %, старше 65 — 7,9 %.